# Леонтьев, Александр Максимович
Александр Максимович Леонтьев (Леонтьефф, фр. Alexandre Léontieff; 20 октября 1948, Теахупоо, Таити, Французская Полинезия — 2 марта 2009, Таити, Французская Полинезия) — французский политический деятель, премьер-министр Французской Полинезии (1987—1991).

## Биография
Имеет русское происхождение. Внук генерал-майора царской армии Максима Николаевича Леонтьева, сын которого Максим Максимович своих детей крестил в православии, при этом учил французскому и английскому языкам, но не русскому, чтобы, как гласит семейная легенда, у них «не было контактов с коммунистами с заходивших на Таити советских кораблей».
Окончил экономический факультет Университета Ренн I в 1970 г.
Его брат Борис Леонтьев также был известным политическим деятелем Французской Полинезии, членом кабинета министров в правительстве Гастона Флоссе и мэром г. Аруэ, Французская Полинезия. Борис Леонтьев также являлся лидером созданной им партии «Новая звезда» (Fetia Api). Однако в 2002 году в возрасте 47 лет он погиб в авиационной катастрофе.
В 1980-х годы Александр Леонтьев являлся политическим протеже Гастона Флоссе в партии «Народное объединение в поддержку республики» (Tahoeraa Huiraatira).
В 1986—1993 годы — один из двух депутатов Национального Собрания Франции от Французской Полинезии. На рубеже 80-х — 90-х гг. происходит охлаждение отношений Леонтьева с Флоссом и «Народным объединением».
Не став преемником Флосса на премьерском посту Леонтьев сформировал парламентскую оппозицию в местном парламенте, вынудившую в итоге подать в отставку с должности премьера сменившего Флосса его протеже Жака Теуйра.
В 1987—1991 годы — премьер-министр Французской Полинезии. В это время выходит из «Национального объединения» и 23 января 1988 года создаёт собственную партию Te Tiarama.
В 1991 году его партия потерпела поражение на парламентских выборах.
В 1996 году избирается в Ассамблею территории (парламент Французской Полинезии).
В 1997 году французский суд признаёт его виновным по обвинению в коррупции и после ряда обращений приговорил его в 1999 году к двум годам лишения свободы.
В 2001 году Леонтьев и Флосс урегулировали свои взаимоотношения и Леонтьев возглавляет жилищную инвестиционную кампанию.
С 1 декабря 2004 года до конца жизни — руководитель фонда социального страхования (CPS).
Скончался 2 марта 2009 года в 12:30 по местному времени.